# فيكتور (مصارع)
ولد إيريك ثومسون في (4 ديسمبر 1980)، وهو مصارع كندي محترف، معروف بالحلبة تحت اِسم «فيكتور»، وهو أحد أعضاء فريق ذا أسنشين مع زميله كونر.

## روابط خارجية
- فيكتور على موقع IMDb (الإنجليزية)
- فيكتور على موقع قاعدة بيانات الفيلم (الإنجليزية)
- فيكتور على موقع دبليو دبليو إي (الإنجليزية)
- فيكتور على موقع WrestlingData.com (الإنجليزية)
- فيكتور على موقع CageMatch worker (الإنجليزية)
- فيكتور على موقع قاعدة بيانات المصارعة على الإنترنت (الإنجليزية)
- فيكتور على موقع عالم المصارعة على الإنترنت (الإنجليزية)
- فيكتور على موقع عالم المصارعة على الإنترنت (الإنجليزية)